# 다이진구시타역
다이진구시타역(일본어: 大神宮下駅)은 일본 지바현 후나바시시에 있는 게이세이 본선의 역으로, 역번호는 KS23이다.

## 역 구조
상대식 승강장 2면 2선의 고가역. 계단 부근과 승강장에는 교산 제작소 제의 LED식 발차표가 있고, 게이세이후나바시 역과 게이세이오와다 역과 비슷한 내용의 방송이 나온다.
과거 지상역이었던 때는 상대식 승강장 2면 2선이었으나 고가화 공사 중에는 섬식 승강장 1면 2선의 가설 승강장을 건설하고 다른 우등 열차의 통과역과 마찬가지로 접근 표시기가 설치되었다.
| 1 | 게이세이 본선 | 닛포리・게이세이우에노・오시아게・ 도영 아사쿠사 선・ 게이큐 선 방면 |
| 2 | 게이세이 본선 | 게이세이쓰다누마・게이세이사쿠라・나리타 공항・ 신케이세이 선 방면   |

- 위 표의 노선명은 나리타 공항선 개업 후 여객안내의 명칭에 근거한다.

## 이용 현황
| 승차 인원 추이 | 승차 인원 추이     |
| 연도           | 1일 평균 승차 인원 |
| -------------- | ------------------ |
| 1998년         | 1,814              |
| 1999년         | 1,736              |
| 2000년         | 1,641              |
| 2001년         | 1,574              |
| 2002년         | 1,546              |
| 2003년         | 1,566              |
| 2004년         | 1,635              |
| 2005년         | 1,701              |
| 2006년         | 1,787              |
| 2007년         | 1,843              |
| 2008년         | 1,944              |
| 2009년         | 1,994              |
| 2010년         | 2,048              |
| 2011년         | 1,957              |
| 2012년         | 2,022              |
| 2013년         | 2,140              |
| 2014년         | 2,190              |

## 역 주변
- 후나바시미야모토 우체국

## 역사
- 1921년 7월 17일: 영업 개시.
- 2004년 11월 27일: 상행 승강장 고가화.
- 2006년 11월 25일: 하행 승강장 고가화.

## 인접역
| 게이세이 전철 본선                        | 게이세이 전철 본선 | 게이세이 전철 본선                     |
| ----------------------------------------- | ------------------ | -------------------------------------- |
| KS22 게이세이후나바시 게이세이우에노 방면 | ■ 보통             | 후나바시케이바조 KS24 나리타 공항 방면 |